# جيمس آبي
جيمس آبي (بالإنجليزية: James Abbe)‏ هو مقدم برامج إذاعية ومصور وصحفي أمريكي، ولد في 17 يوليو 1883 في Alfred, Maine ‏ في الولايات المتحدة، وتوفي في 11 نوفمبر 1973 في سان فرانسيسكو في الولايات المتحدة.

## وصلات خارجية
- جيمس آبي على موقع IMDb (الإنجليزية)